# Bachia flavescens
Bachia flavescens är en ödleart som beskrevs av  Pierre Joseph Bonnaterre 1789. Bachia flavescens ingår i släktet Bachia och familjen Gymnophthalmidae. IUCN kategoriserar arten globalt som livskraftig. Inga underarter finns listade.
Arten förekommer i norra Brasilien, Colombia, Venezuela och regionen Guyana. Den hittas även på Tobago. Honor lägger ägg.